# Mustafa III
Mustafa III, detto l'Innovatore (مصطفى الثالث in arabo; Edirne, 28 gennaio 1717 – Istanbul, 21 gennaio 1774), fu sultano dell'Impero ottomano dal 1757 fino alla sua morte.

## Biografia
Figlio del sultano Ahmed III (1703-1730), Mustafa III fu un sovrano energico e intelligente e cercò di modernizzare l'esercito e l'apparato statale dell'impero, per riportarlo ai livelli delle potenze dell'Europa occidentale. L'impero ottomano era però entrato in una fase di decadenza inarrestabile e qualsiasi tentativo di riforma si rivelava inutile e insufficiente: inoltre, i potenti giannizzeri e gli imam si opponevano a riforme nell'amministrazione statale ed erano sempre pronti a minacciare rivolte. Mustafa III si assicurò tuttavia i servizi di generali stranieri per avviare una riforma della fanteria e dell'artiglieria dell'esercito. Il sultano istituì inoltre Accademie per la matematica, la navigazione e le scienze, e fece erigere la moschea Laleli camii.
Ben consapevole della propria debolezza militare, Mustafa III evitò con ogni mezzo la guerra e si rivelò quindi impossibilitato ad impedire l'annessione della Crimea da parte della Russia di Caterina II (1762-1796). Tuttavia questa azione, assieme alla successiva aggressione russa in Polonia, costrinse Mustafa III a dichiarare guerra nel 1768, pochi anni prima della sua morte, avvenuta nel 1774.

## Regno

### Ascesa al trono
Mustafa salì al trono il 30 ottobre 1757, dopo la morte di suo cugino Osman III, il figlio del sultano Mustafa II.

### Caratteristiche del regno di Mustafa
Subito dopo la sua ascesa al trono, Mustafa dimostrò una cura speciale per la giustizia. Prese una serie di misure per aumentare la prosperità di Istanbul. Regolò la moneta, costruì grandi depositi di grano, mantenne gli acquedotti e stabilì una rigorosa politica fiscale. Viaggiava spesso e controllava che le leggi che aveva fatto rispettare fossero rispettate.

### Trattato con la Prussia
Mustafa ammirava molto la generosità di Federico il Grande, e nel 1761 stabilì un trattato di pace con la Prussia. Federico voleva un'alleanza contro gli Asburgo, e Mustafa voleva modernizzare il suo stato e il suo esercito. Mustafa preferì reclutare i suoi ufficiali a Berlino, piuttosto che a Parigi e Londra, per riorganizzare il suo esercito. Nel 1763, i due paesi si scambiarono i loro diplomatici per la prima volta.

### Guerra russo-turca (1768-1774)
Koca Mehmed Ragıp Pascià, che rimase gran visir fino al 1763, perseguì una politica di pace verso i paesi vicini. Ma la crescente influenza della Russia sul Caucaso e la sua intenzione di controllare la Polonia crearono tensione tra ottomani e Russia. Anche il successore di Ragıp Pascià, Muhsinzade Mehmed Pascià, preferiva rimanere in pace, e l'insistenza di Mustafa sulla guerra ("Troverò qualche mezzo per umiliare quegli infedeli") con la Russia portò alle sue dimissioni nel 1768. Il sultano si aspettava di ottenere una facile vittoria sui russi, ma in realtà gli ottomani erano impreparati per una lunga guerra. Durante la guerra furono intraprese delle riforme militari, con l'assistenza dell'ufficiale francese François Baron de Tott. Esse includevano la modernizzazione dei corpi di artiglieria e la fondazione della Scuola di Ingegneria Navale nel 1773. La guerra fu disastrosa per l'impero ottomano. Le armate russe occuparono la Crimea, la Romania e parti della Bulgaria.

### Architettura
Molti edifici monumentali tra cui la Moschea di Fatih, che fu costruita da Mehmed il Conquistatore fu ricostruita dalle fondamenta durante il suo regno. Inoltre, costruì il complesso (Külliye) della Moschea Laleli, e la riva lungo Yenikapı fu ampliata verso il mare per creare un nuovo quartiere. Oltre a questi, intraprese altri progetti di costruzione dopo i terremoti del 1766 e 1767.

## Famiglia

### Consorti
Mustafa III aveva sette consorti note:
- Aynülhayat Kadın (c. 1746 - 1 agosto 1764). Probabile BaşKadin (prima consorte)[12], è a volte considerata la moglie legale di Mustafa. Era madre di almeno una figlia[13] e aveva una sorella, Emine Hanim, che entro nell'harem come lei e fu balia di almeno una principessa. Costruì la moschea Katırcıham Mescid nel 1760. Venne sepolta a Laleli.
- Mihrişah Kadin (c. 1745 - 16 ottobre 1805). Di origini genovesi o georgiane, fu madre di Selim III e almeno due figlie. Fu BaşKadin o divenne tale alla morte di Aynülhayat Kadın.
- Fehime Kadın[14] (? - 1761). Morì di parto, dando alla luce una figlia, Reyhan Sultan.
- Rifat Kadın (c. 1744 - dicembre 1803). Di nascita libera, Mustafa la incontrò mentre girava in incognito per Istanbul. Venne poi affidata alla moglie del Gran Visir perché la educasse prima di entrare nell'harem. Madre di Şah Sultan. Dopo la morte di Mustafa, tornò dalla sua famiglia. Venne sepolta nel cimitero Haydarpaşa.
- Ayşe Adilşah Kadin (c. 1748 - 19 dicembre 1803). Di origini circasse, fu madre di due figlie. Venne sepolta nel giardino del mausoleo di Mustafa III.
- Binnaz Kadın (c. 1743 - 1823), anche nota come Beynaz Kadın. Senza figli, dopo la morte di Mustafa divenne consorte del suo successore, Abdulhamid I. Non ebbe figli neppure da lui e alla fine fu liberata a data in moglie a Çayırzade İbrahim Ağa. Fu sepolta nel mausoleo Hamidiye.
- Gülman Hanim. BaşIkbal. Chiamata anche Gülnar Hanim.

### Figli
Mustafa III aveva due figli:
- Selim III (24 dicembre 1761 - 28 luglio 1808) - con Mihrişah Kadin. 28º Sultano dell'Impero ottomano.
- Şehzade Mehmed (10 gennaio 1767 - 12 ottobre 1772). Il suo tutore era Küçük Hüseyn Ağa. Venne sepolto nel mausoleo Mustafa III.

### Figlie
Mustafa III aveva almeno nove figlie:
- Hibetullah Sultan (17 marzo 1759 - giugno 1762) - con Mihrişah Kadin[21]. Chiamata anche Heybetullah Sultan o Heyyibetullah Sultan. La sua fu la prima nascita imperiale dopo 29 anni, e venne per questo celebrata per dieci giorni e dieci notti in maniera estremamente lussuosa. La sua balia era Emine Hanim, sorella di Aynülhayat Kadın, e, essendo la madre di Mustafa, Mihrişah Kadin, morta, fu sua sorella Saliha Sultan, moglie del Gran Visir, a presiedere alla sua Processione della Culla. A tre mesi, venne promessa in sposa a Hamid Hamza Paşah. Nella lussuosa cerimonia, suo padre le dono le terre di Gümrükçü, ma morì di malattia a tre anni prima di poter celebrare il matrimonio. Venne sepolta nel mausoleo Mustafa III.
- Şah Sultan (21 aprile 1761 - 11 marzo 1803) - con Rifat Kadın. Di salute fragile, venne fidanzata due volte, ma entrambi i fidanzati vennero giustiziati prima del matrimonio. Infine riuscì a sposarsi ed ebbe due figlie naturali e una adottiva.
- Reyhan Sultan (1761 - ?) - con Fehime Kadın. Morì bambina.
- Mihrimah Sultan (5 febbraio 1762 - marzo 1764) - con Aynülhayat Kadın. La sua nascita venne festeggiata per cinque giorni. Venne sepolta nel mausoleo Mustafa III.
- Mihrişah Sultan (9 gennaio 1763 - 21 febbraio 1769) - forse con Aynülhayat Kadın. La sua nascita venne festeggiata per tre giorni. Venne sepolta nel mausoleo di Mustafa III.
- Beyhan Sultan (13 gennaio 1766 - 7 novembre 1824) - con Adilşah Kadin. Si sposò una volta ed ebbe una figlia.
- Hatice Sultan (15 giugno 1766 - 1767) - forse con Aynülhayat Kadın.
- Hatice Sultan (14 giugno 1768 - 17 luglio 1822) - con Adilşah Kadin. Si sposò una volta ed ebbe un figlio.
- Fatma Sultan (9 gennaio 1770 - 26 maggio 1772) - con Mihrişah Kadin. Venne sepolta nel mausoleo di Mustafa III.

## Vita personale

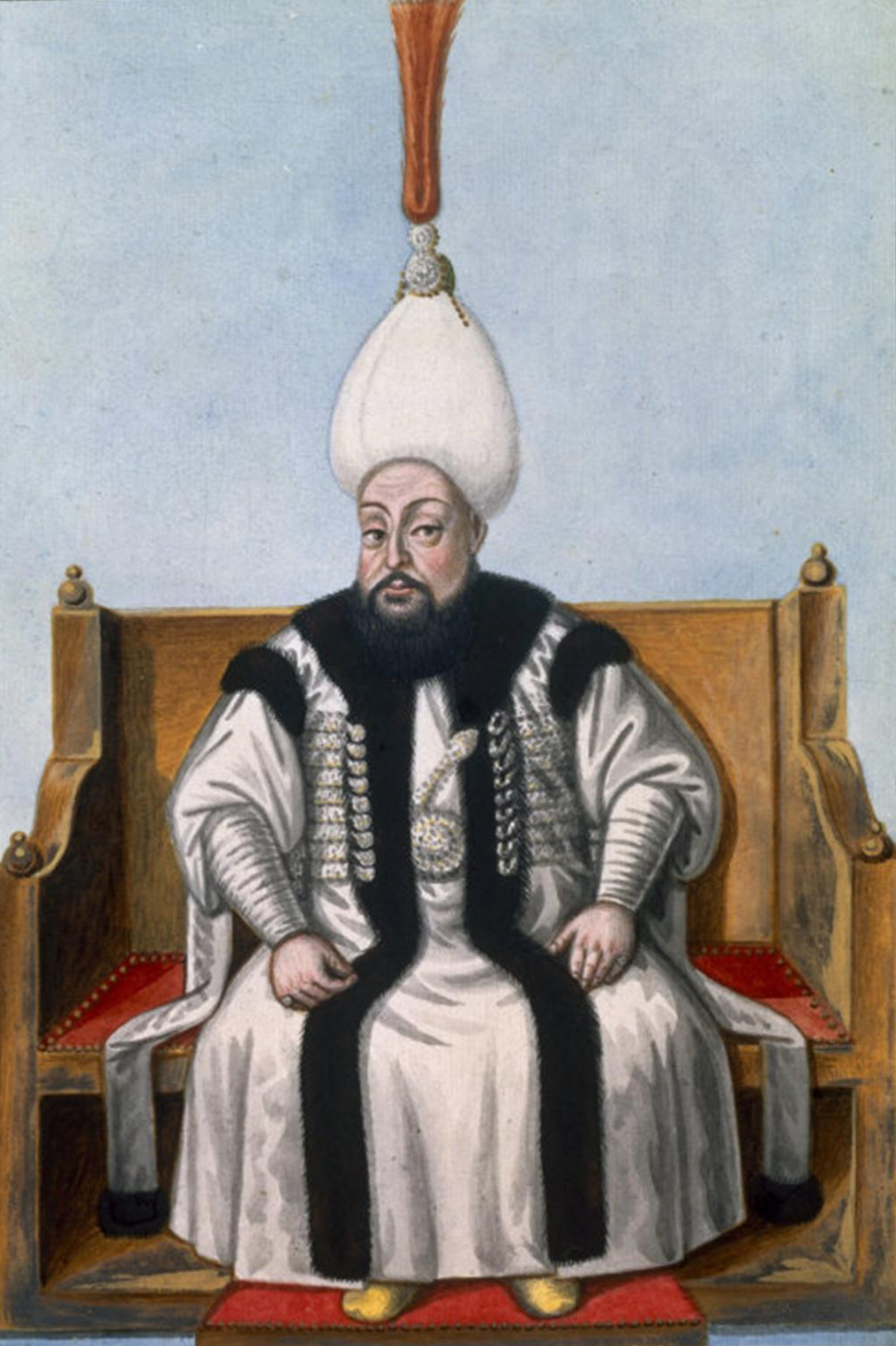
Mustafa III nelle vesti imperiali.

Eccellente poeta dotato di una vasta cultura, Mustafà scrisse sotto lo pseudonimo di "Cihangir". Uno dei suoi più importanti poemi è il seguente:
(Selim III)

## Morte
Mustafa morì di infarto il venerdì, 21 gennaio 1774, al Palazzo Topkapı, e fu sepolto nella propria Türbe (mausoleo) situato alla Moschea Laleli, Istanbul. Gli successe il fratello Abdul Hamid . La sua morte lasciò l'impero alle prese con problemi economici e amministrativi.